# Le Mans 24-timmars 2002
Le Mans 24-timmars 2002 kördes den 15-16 juni på Circuit de la Sarthe.

## Slutresultat
| Plats | Förare                                              | Märke    | Varv |
| ----- | --------------------------------------------------- | -------- | ---- |
| 1     | Frank Biela Tom Kristensen Emanuele Pirro           | Audi     | 375  |
| 2     | Johnny Herbert Christian Pescatori Rinaldo Capello  | Audi     | 374  |
| 3     | Marco Werner Michael Krumm Philipp Peter            | Audi     | 372  |
| 4     | Andy Wallace Eric van de Poele Butch Leitzinger     | Bentley  | 362  |
| 5     | Olivier Beretta Érik Comas Pedro Lamy               | Dallara  | 359  |
| 6     | Stéphane Sarrazin Franck Montagny Nicolas Minassian | Dallara  | 358  |
| 7     | Hiroki Katoh Yannick Dalmas Seiji Ara               | Audi     | 358  |
| 8     | Jan Lammers Tom Coronel Val Hillebrand              | Dome     | 351  |
| 9     | Wayne Taylor Max Angelelli Christophe Tinseau       | Cadillac | 345  |
| 10    | Sébastien Bourdais J-C Boullion Franck Lagorce      | Courage  | 343  |

## Klassvinnare
| Klass  | Förare                                                   | Märke     |
| ------ | -------------------------------------------------------- | --------- |
| LMP900 | Frank Biela Tom Kristensen Emanuele Pirro                | Audi      |
| LMGTP  | Andy Wallace Eric van de Poele Butch Leitzinger          | Bentley   |
| LMP675 | Jean-Denis Délétraz Walter Lechner Jr. Christophe Pillon | Reynard   |
| GTS    | Ron Fellows Johnny O'Connell Oliver Gavin                | Chevrolet |
| GT     | Kevin A. Buckler Lucas Luhr Timo Bernhard                | Porsche   |